# Palesha Goverdhan
Palesha Goverdhan (en nepalí: पलेशा गोवर्धन; 25 de julio de 2003) es una deportista nepalí que compite en taekwondo adaptado. Ganó una medalla de bronce en los Juegos Paralímpicos de París 2024, en la categoría de –57 kg.

## Palmarés internacional
| Juegos Paralímpicos | Juegos Paralímpicos | Juegos Paralímpicos | Juegos Paralímpicos |
| Año                 | Lugar               | Medalla             | Categoría           |
| ------------------- | ------------------- | ------------------- | ------------------- |
| 2024                | París (Francia)     | Medalla de bronce   | –57 kg              |